# Totò cerca casa
(Dichiarazione di Totò nel 1949)
Totò cerca casa è un film del 1949 diretto da Mario Monicelli e Steno. Le scene iniziali e finali del film sono state riprese da La casa dei nostri sogni, con Cary Grant e Myrna Loy, pellicola uscita l'anno precedente.

## Trama

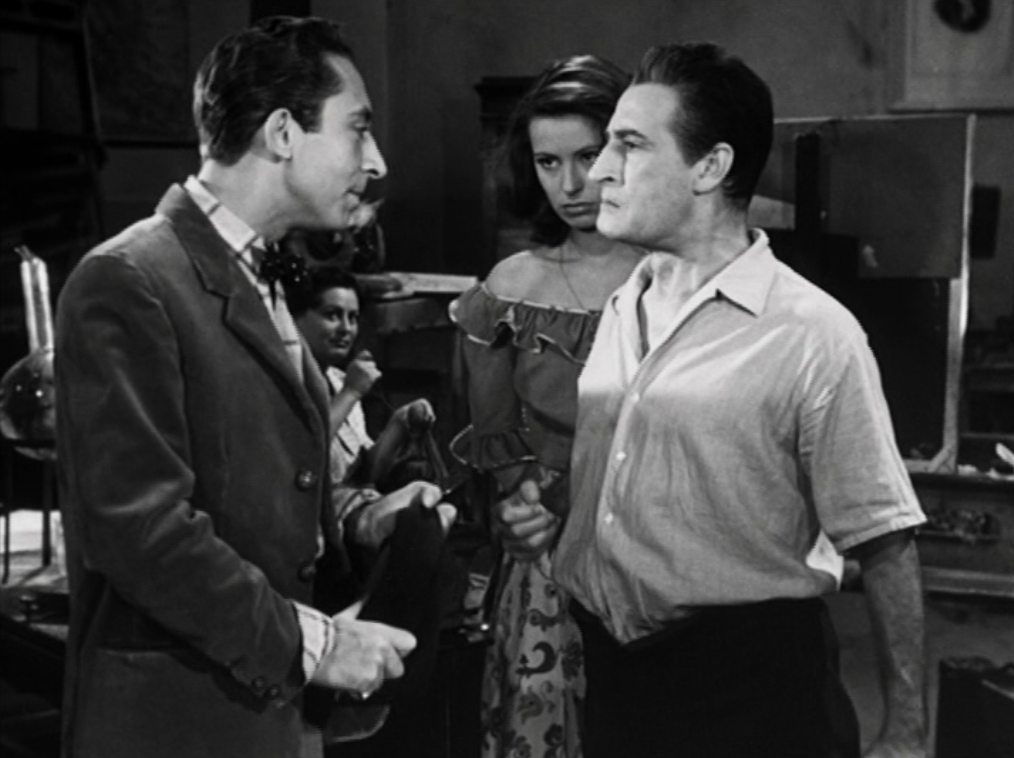
Totò con Aroldo Tieri e Lia Amanda in una scena del film.

Roma, primi anni del secondo dopoguerra. Beniamino Lomacchio, impiegato comunale con moglie e due figli a carico, avendo perso la casa nel bombardamento della capitale, si trova, al pari di tanti altri sfollati come lui, alloggiato con la famiglia in un'aula scolastica, in vista però di rimediare successivamente una sistemazione più consona. Tutto fila liscio fino a quando il comune decide di sgomberare gli sfollati per riaprire la scuola.
Il simpatico Lomacchio comincia così una spasmodica ricerca d'una casa che lo porterà ad abitare in un cimitero (che abbandona sovrastato dalla paura), nello studio di un pittore e direttamente all'interno del Colosseo. Dopo varie peripezie Beniamino riesce a prendere possesso di un lussuoso appartamento, che però un immobiliarista imbroglione ha affittato contemporaneamente a vari inquilini.

## Produzione
(Mario Monicelli)

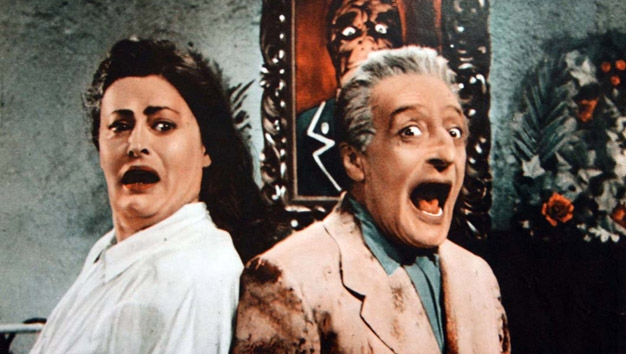
Alda Mangini e Totò in una foto promozionale.

Carlo Ponti, produttore esecutivo della Lux Film, contattò Totò per girare in sette settimane il film L'imperatore di Capri e siccome le riprese terminarono in anticipo, Ponti convinse allora il comico napoletano a interpretare un altro film non con la Lux ma per conto suo; così, ispirandosi alla commedia Il custode di Alfredo Moscariello, nacque l'idea di questo film, che anch'esso vide la partecipazione di Alda Mangini.
Totò cerca casa nacque quindi per caso, senza grandi preparativi. A Totò furono offerti dieci milioni di lire per i due film e sessanta giorni di lavoro. Ponti, avendo già il contratto con l'attore, contattò Steno e Monicelli per la stesura del copione: «Ho bisogno di un'idea per Totò, fatevi venire in mente qualche cosa, scrivetela alla svelta. Intanto io cerco un regista e vedo di mettere in piedi il film». Così i due scrissero la sceneggiatura insieme ad Age & Scarpelli. Finita la sceneggiatura, mancava ancora il regista: Ponti decise quindi di affidare il film direttamente a Monicelli e Steno. Per la realizzazione si ispirarono anche alla storia a fumetti La famiglia Sfollatini, disegnata da Attalo, un disegnatore umoristico a cui si era ispirato anche Fellini. I due registi volevano mirare a rappresentare un argomento diffuso, quale il problema dell'alloggio, intendendo dare "il ritratto di un'epoca e di una società in ebollizione".
Totò cerca casa venne girato con un aspect ratio di 1,37:1 in formato 35 millimetri, con il processo cinematografico Spherical.

## Censura
Il film ebbe alcuni piccoli problemi con la censura cinematografica, in particolare per il linguaggio. All'epoca la commissione non era ancora ben organizzata. I produttori però, ad insaputa dei registi, avevano cominciato a far leggere i copioni all'addetto alla censura Annibale Scicluna Sorge, con il quale Steno e Monicelli avranno in seguito uno scontro per Guardie e ladri, che dava consigli ai produttori sulle scene da girare e da non girare.

## Accoglienza
Girato nell'estate del 1949, alla sua uscita fu un gran successo di pubblico. Venne poi esportato in Portogallo e presentato al pubblico il 24 novembre del 1950, con il titolo Totó Procura Casa.

### Incassi
La pellicola incassò all'epoca ₤ 515.000.000, posizionandosi al secondo posto nella classifica stagionale alle spalle del film Catene di Raffaello Matarazzo. Gli spettatori nel periodo di proiezione del film furono 5.364.584.

### Critica
Il film spaccò a metà la critica: alcuni come Morando Morandini parlarono di "irresistibile parodia del neorealismo" e di un Totò "formidabile", mentre altri invece lo descrissero come un lavoro insufficiente, addirittura scabroso e pornografico.
(Anonimo, '"Segnalazioni cinematografiche" in Rivista del cinematografo, gennaio 1950)
(Ermanno Contini, Il Messaggero, Roma, 15 dicembre 1949)
(Ennio Flaiano, Il Mondo, Roma, 31 dicembre 1949)